# Amphipyra strigata
Amphipyra strigata là một loài bướm đêm trong họ Noctuidae.